# Число Коссовича
Число Коссовича ({\displaystyle \mathrm {Ko} }) — критерий подобия, в теории сушки, которое даёт зависимость между количествами теплоты, затраченной на испарение жидкости и на нагревание влажного тела. Оно определяется следующим образом:
{\displaystyle \mathrm {Ko} ={\frac {\Lambda \xi \Delta \theta }{c\Delta T}},}
где
- {\displaystyle \Lambda } — удельная теплота парообразования жидкости;
- {\displaystyle \xi ={\frac {du}{d\theta }}} — влагоёмкость тела ({\displaystyle u} — влагосодержание);
- {\displaystyle c} — удельная теплоёмкость влажного тела;
- {\displaystyle \Delta \theta } — разность потенциалов влагопереноса;
- {\displaystyle \Delta T=T-T_{0}} — разность конечной и начальной температур.